# Mahavinyaka
Mahavinyaka és un pic sagrat del grup de les muntanyes Barunibunta al districte de Jajpur a Orissa que es pot veure des de la ciutat de Cuttack. Ha estat tradicionalment consagrat a Xiva. Els vaixnavites antigament van construir un monestir a la part nord de la muntanya. Una gran roca de 4 metres de circumferència porta el nom de Mahavinyaka (el Gran Vinayaka, un altre nom de Ganesha) per semblar un cap d'elefant; la part dreta de la roca representa al pare de Xiva i l'esquerra a la mare Gauri o Parvati. Així la roca és adorada com la unió de Xiva, Gauri i Ganesh. Una cascada de 9 metres alimenta d'aigua al temple i als peregrins; al sud de la muntanya hi ha les ruïnes d'una fortalesa coneguda com a Teligarh.